# Maestro bizantino del Crocifisso di Pisa

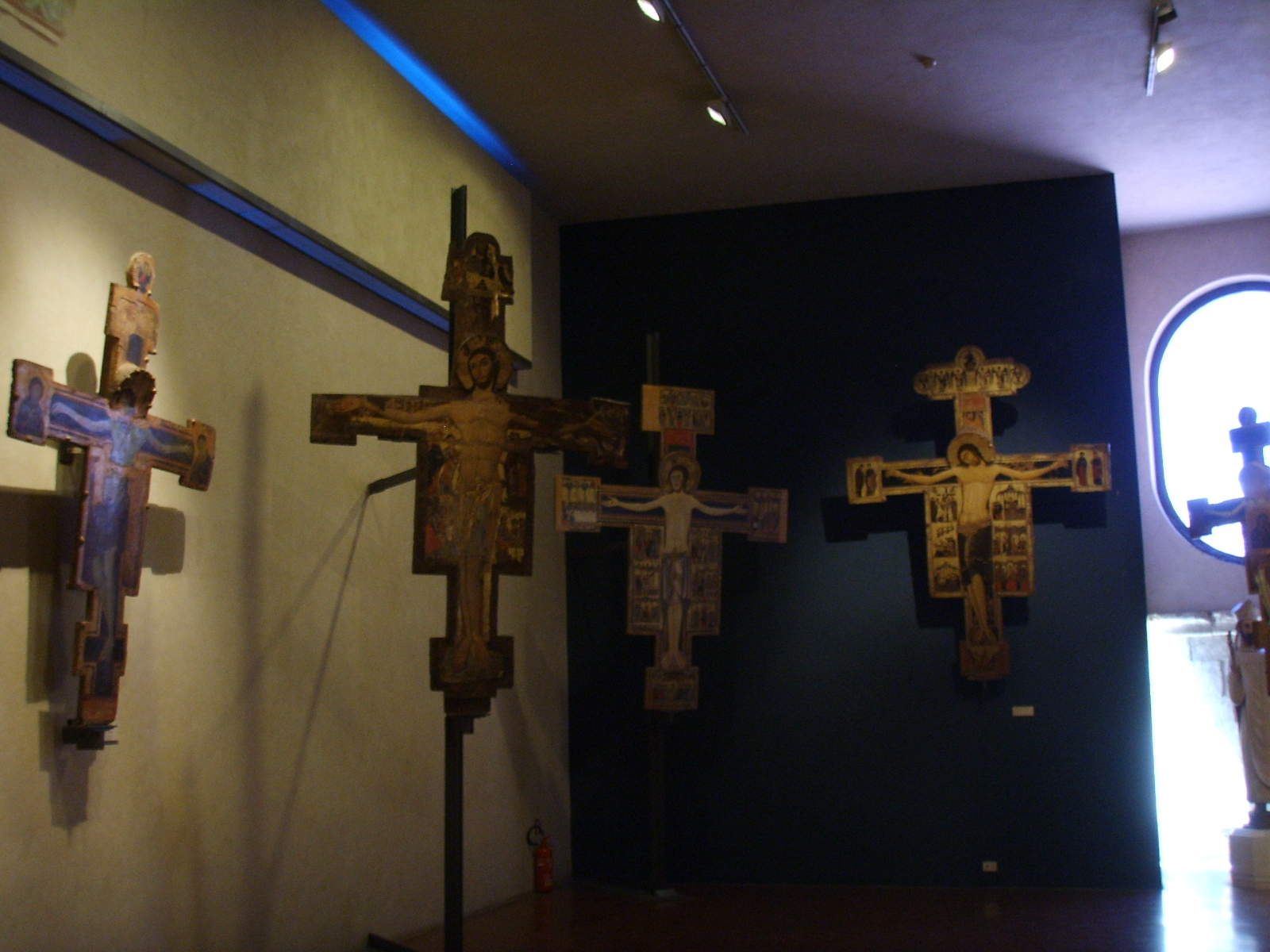
Salle des croix peintes du musée

Maestro bizantino del Crocifisso di Pisa (« Maître byzantin du crucifix de Pise ») désigne en Italie un maître anonyme de la peinture  byzantine du début du XIIIe siècle, auteur du crucifix no 20, conservé et exposé à Pise au Museo Nazionale di San Matteo.

## Œuvres similaires
D'autres crucifix peints figurent également dans le même musée, dans la sala delle croci dipinte : 
- la Croce della chiesa del Santo Sepolcro (fin du  XIIe siècle)
- la Croce con storie della Passione, de l'église San Paolo all'Orto (début du  XIIIe siècle)
- la Croce di Fucecchio de Berlinghiero Berlinghieri, signée
- deux croix de processions et une croix d'autel de Giunta Pisano
- le crucifix no 15, lui aussi monumental (5,50 m de hauteur)

## Source de la traduction
- (it) Cet article est partiellement ou en totalité issu de l’article de Wikipédia en italien intitulé « Maestro bizantino del Crocifisso di Pisa » (voir la liste des auteurs).